# Хаттуні
Хаттуні (рос. Хаттуни) — село у Веденському районі Чечні Російської Федерації.
Населення становить 2828 осіб (2019). Входить до складу муніципального утворення Хаттунинське сільське поселення.

## Історія
Згідно із законом від 20 лютого 2009 року органом місцевого самоврядування є Хаттунинське сільське поселення.

## Населення
| 2002  | 2010  | 2012  | 2013  | 2014  | 2015  | 2016  |
| ----- | ----- | ----- | ----- | ----- | ----- | ----- |
| 1572  | ↗2626 | ↗2678 | ↘2676 | ↗2707 | ↗2723 | ↗2746 |
| 2017  | 2018  | 2019  |       |       |       |       |
| ↗2783 | ↗2802 | ↗2828 |       |       |       |       |